# Штейн, Эммануил Алексеевич
Эммануил (Эдуард) Алексеевич Штейн (17 июля 1934 года, Белосток — 3 октября 1999 года, Орандж) — писатель, знаток эмигрантской поэзии, автор антологий и справочников, собиратель книг, шахматист.

## Биография
Эммануил Штейн родился в польском Белостоке в июле 1934 года в еврейской семье Юлии Фляум, известной актрисы и исполнительницы еврейских песен, и Алексея Штейна, еврейского актера и режиссера. Вместе с родителями бежал в 1940 году от гитлеровцев в Советский Союз, в 1958 году закончил Шуйский педагогический институт по историко-филологической кафедре, в 1961 году вернулся в Варшаву, где преподавал в Варшавском университете русскую литературу. Один год провёл в польской Мокотувской тюрьме за объявление руководства СССР виновным в Катынском расстреле и антикоммунистическую деятельность. Некоторое время сидел в одной тюремной камере с Э. Кохом. В 1968 году был, как и подавляющее большинство польских евреев, выслан из ПНР. В США преподавал в Йельском университете, изучал и собирал русскую эмигрантскую поэзию, выпустил ряд библиографий, сборников поэзии и сотни статей в периодике.
Эммануил Штейн был сильным шахматистом, в Польше он стал чемпионом страны среди учителей. Однажды сыграл партию с Каролем Войтылой, будущим папой римским.
В 1970-е годы Штейн был пресс-атташе В. Л. Корчного во время его борьбы за звание чемпиона мира против А. Е. Карпова.
Смена имени связана с шахматами: дабы не ассоциироваться с Эммануилом Ласкером, Штейн в шахматном мире стал Эдуардом.

## Публикации
- Штейн Э. А. Поэзия русского рассеяния 1920—1977. Издательство: Ладья (США), 1978.[4][5]
- Штейн Э. А. Поэзия русского зарубежья в библиотеке Эммануила Штейна / под общ. ред. Ольги Штейн. — Orange : Antiquary, 2000. — 212 с. : 1 л. портр.
- Литературно-шахматные коллизии : От Набокова и Таля до Солженицына и Фишера — Orange: Antiquary, 1992. — 104 с. ISBN 1-878445-60-X